# 清岸寺 (品川区)
清岸寺（せいがんじ）は、東京都品川区にある浄土宗の寺院。

## 概要
1630年（寛永7年）に開山された。元々は江戸八丁堀に位置していたが、その後御用地として収用されたり火事に遭遇するなど、江戸市内を転々とし、1661年（寛文元年）に現在地に移転した。
1945年（昭和20年）の空襲では、周辺寺院の中で当寺のみが戦災を免れた。そのため「祐天上人の手植えの桜」と呼ばれる桜の古木が境内にあり、品川区の天然記念物に指定されている。

## 墓所
- 松平家（大給松平家の分家、旗本）

## 交通アクセス
- 白金台駅より徒歩7分[1]。